# 스파이럴 (건축물)

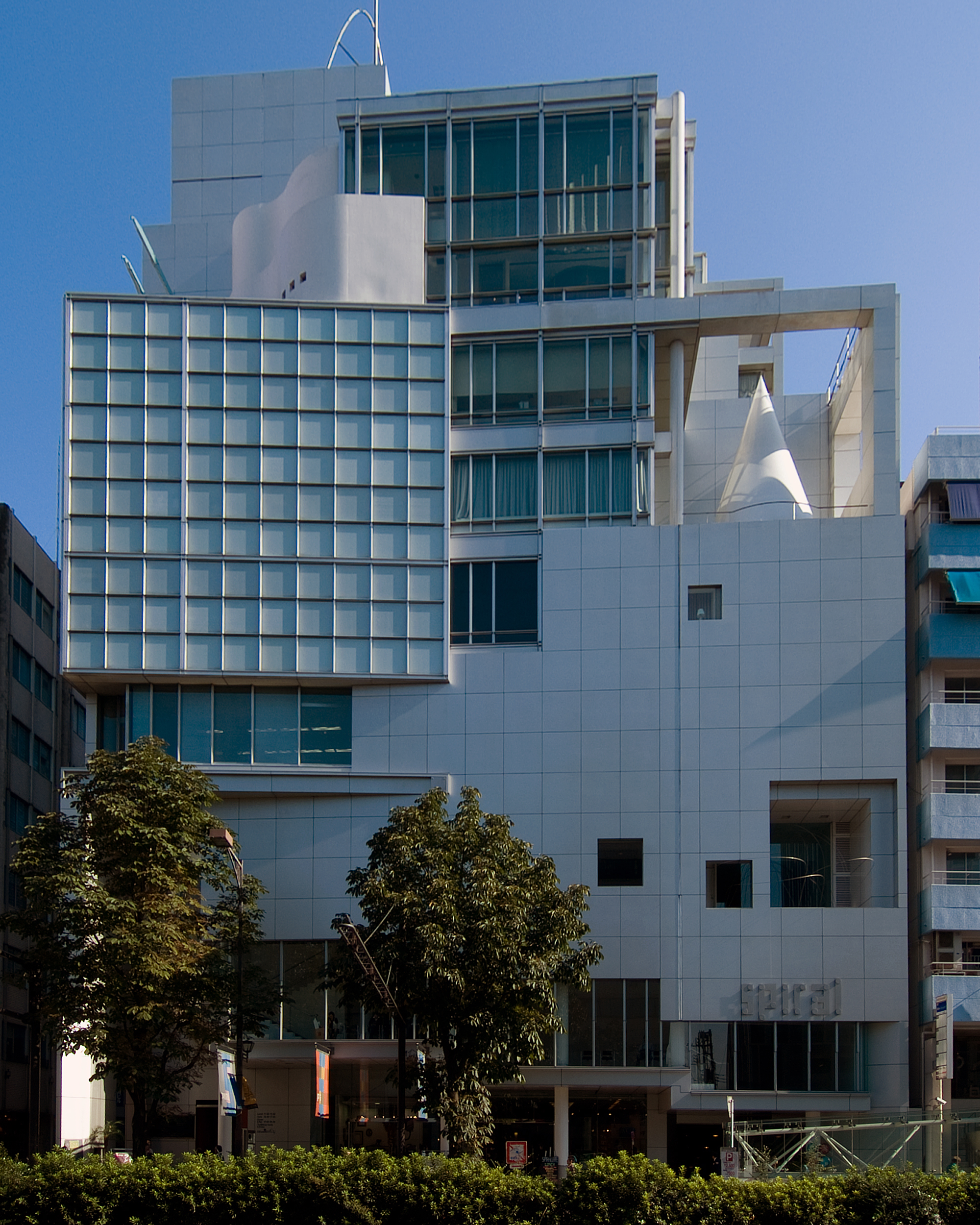
스파이럴

스파이럴(일본어: スパイラル 스파이라루[*])은 건축가 마키 후미히코에 의해 설계되어 1985년 10월 오픈한 지상 9층 지하 2층의 복합 문화 시설로, 도쿄도 미나토구 아오야마에 위치해 있다. 갤러리와 다목적 홀을 중심으로 레스토랑, 바, 토탈 뷰티 살롱 등으로 구성되어있다. 현대 미술 및 디자인 전시회, 연극 및 댄스 등의 무대 공연, 콘서트, 패션쇼, 심포지엄, 파티 등도 열리고 있다.